# Auguste Herbin
Auguste Herbin (Quiévy, 29 aprile 1882 – Parigi, 31 gennaio 1960) è stato un pittore francese.
Nel 1903 si trasferì a Parigi, dove conobbe Pablo Picasso. Herbin attraversò varie fasi, da quella impressionista ad un forte astrattismo geometrico, passando per il Cubismo.
Nel 1949 pubblicò L'arte non figurativa non oggettiva, sunto delle sue teorie sull'arte.